# Lucia A. Reisch

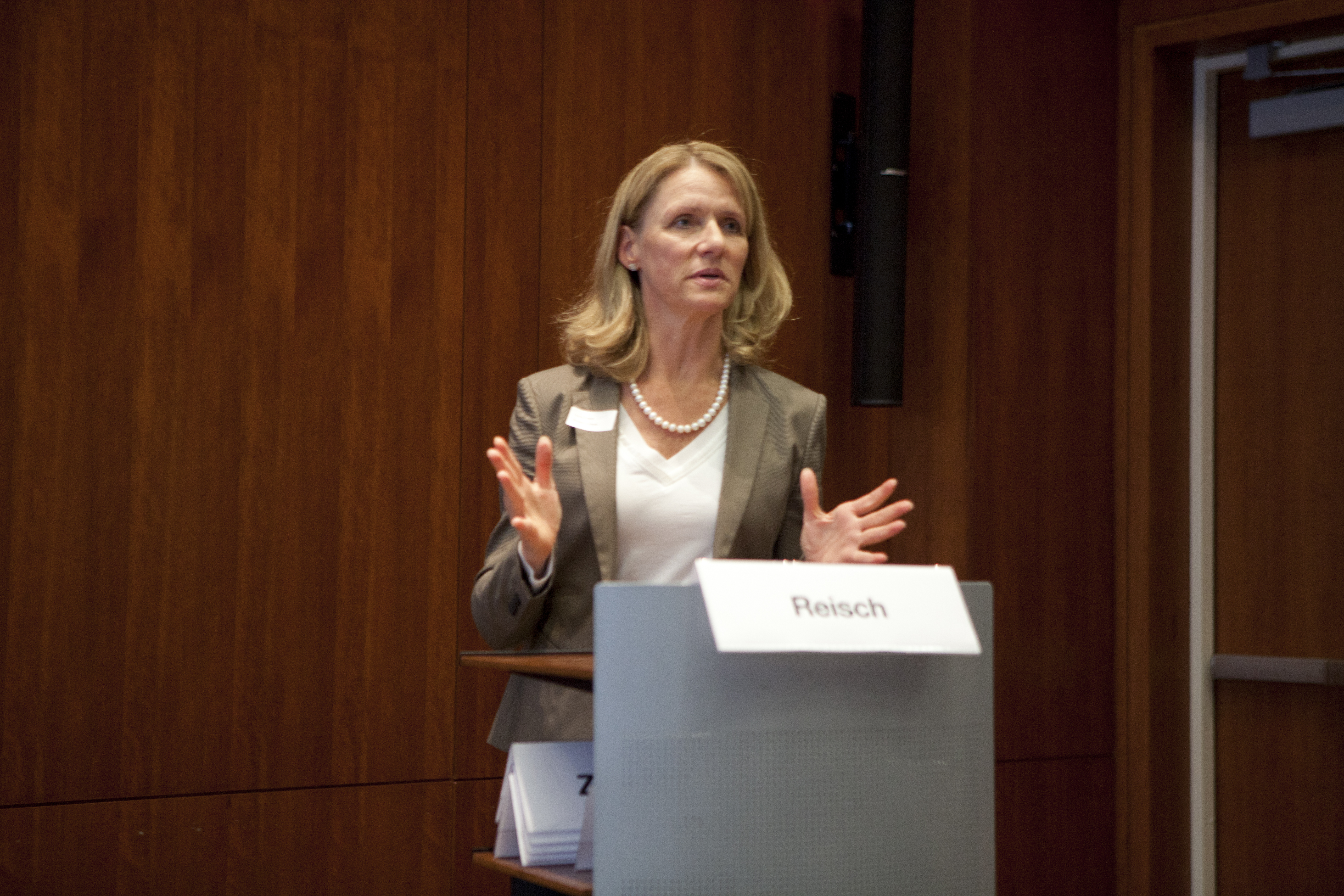
Lucia A. Reisch (2015)

Lucia A. Reisch (* 1964 in Stuttgart) ist eine deutsche Sozial- und Wirtschaftswissenschaftlerin. Seit September 2021 hat sie den neugeschaffenen El-Erian Lehrstuhl für Behavioural Economics and Policy an der Universität Cambridge inne und leitet das El-Erian Institute of Behavioural Economics and Policy (EEI). Seit April 2022 sind Lehrstuhl und EEI Teil der Cambridge Judge Business School.

## Leben
Lucia A. Reisch wurde 1964 in Stuttgart geboren und besuchte von 1974 bis 1983 das Paracelsus-Gymnasium in Hohenheim (Stuttgart). Von 1983 bis 1988 studierte sie an der Universität Hohenheim an der Fakultät für Wirtschaft und Sozialwissenschaften, wo sie 1988 als Diplomökonomin abschloss und 1994 im Fach Wirtschaftswissenschaften promovierte. Zwischenzeitlich hatte sie zwei Studienaufenthalte an der University of California in Los Angeles.
Sie arbeitete 2006–2021 als Professorin an der Copenhagen Business School und forschte dort auf den Gebieten Verbraucherschutz, Nachhaltigkeit, Verhaltensökonomik und Gesundheitswissenschaften.
Seit 2011 hat Reisch eine ständige Gastprofessur für Konsumverhalten und Verbraucherpolitik an der Zeppelin Universität in Friedrichshafen.
Lucia Reisch hat seit 1990 über 400 wissenschaftliche Arbeiten publiziert, insbesondere zu den Themen: Verbraucherpolitik, Verhaltensökonomik, Konsumverhalten von Kindern, Nachhaltige Entwicklung und Nachhaltiger Konsum. Ihr Schwerpunkt sind international vergleichende empirische Arbeiten, die sie im Rahmen von EU-finanzierten Projekten bearbeitet. Sie ist Herausgeberin des seit knapp 40 Jahren erscheinenden Journal of Consumer Policy.
Reisch ist Mitglied der Deutschen Akademie der Technikwissenschaften (Acatech). 2017 erhielt sie den Verdienstorden des Landes Baden-Württemberg.

## Sachverständigenrat für Verbraucherfragen
Im April 2013 schlug Lucia A. Reisch zusammen mit einigen Kollegen vor, die Verbraucherpolitik in Deutschland mehr evidenzbasiert zu gestalten und einen unabhängigen Sachverständigenrat für Verbraucherfragen einzurichten. Nachdem dieser Vorschlag in den Koalitionsvertrag der 18. Wahlperiode des Bundestages des Kabinetts Merkel III aufgenommen worden war, wurde Anfang November 2014 ein solches Gremium und seine Mitglieder durch das Bundesministerium für Verbraucherschutz öffentlich vorgestellt. Lucia A. Reisch wurde zur Vorsitzenden des unabhängigen Sachverständigenrats für Verbraucherfragen gewählt.
Der von ihr geleitete Sachverständigenrat legte im Januar 2016 Arbeitsergebnisse und Empfehlungen zur Verbraucherpolitik in der digitalen Welt vor, nach denen die Informationsqualität verbessert, die Kompetenz der Verbraucher gestärkt und die rechtliche Sicherung persönlicher Daten garantiert werden sollen.

## Weitere Tätigkeiten
- Mitglied im Beirat der Landesregierung für nachhaltige Entwicklung Baden-Württemberg
- Mitglied im Verwaltungsrat der Stiftung Warentest[7]
- Mitglied der Ethikkommission für eine sichere Energieversorgung
- Mitglied der Jury des Verbraucherjournalistenpreis
- Mitglied der Jury des „Bundespreis Verbraucherschutz“ der Deutschen Stiftung Verbraucherschutz, Berlin
- Mitglied des Verbraucherbeirates der Schufa[8]
- seit 2006: Mitglied der Verbraucherkommission Baden-Württemberg[9]
- Mitglied und Sprecherin des Sustainability Council der Dr. Ing. h.c. Porsche AG[10]